# Друштвени карактер
Друштвени карактер или социјални карактер је црта карактера која је заједничка за одређену групу људи или читаву друштвену заједницу, насупрот индивидуалном карактеру који је особен за сваког појединца и подразумева различитости. Друштвени карактер се образује путем идентификације са родитељима и дејством друштвено условљеног стила социјализације. Настаје деловањем различитих установа, чији је заједнички циљ да створе услове за оптималан начин социјалне прилагођености појединца, односно за живот без изражених сукоба у заједници. Поред културних фактора, на формирање друштвеног карактера утичу и географски услови, историјске околности, као и различити митови и веровања. У Фромовој типологији карактера, поред продуктивног карактера, описано је више типова непродуктивног карактера као што су: прималачки, тржишни, ауторитарни и сл.